# Vachellia luederitzii
Acacia luederitzii é uma espécie de leguminosa do gênero Acacia, pertencente à família Fabaceae.